# Brusinia piriformis
Brusinia piriformis is een krabbensoort uit de familie van de Brusiniidae. De wetenschappelijke naam van de soort is voor het eerst geldig gepubliceerd in 2002 door Crosnier & Moosa.